# ناحیه داونرزگروو، شهرستان دوپیج، ایلینوی
ناحیه داونرزگروو (به انگلیسی: Downers Grove Township) یک منطقهٔ مسکونی در ایالات متحده آمریکا است که در شهرستان دوپیج، ایلینوی واقع شده‌است. ناحیه داونرزگروو ۲۳۱ متر بالاتر از سطح دریا واقع شده‌است.